# Divisione Nazionale
La Divisione Nazionale fu il nome assunto da tre edizioni della massima divisione del campionato italiano di calcio, a partire dal 1926 quando la Prima Divisione, allora divisa in due distinte leghe (Lega Nord e Lega Sud) fu rimpiazzata da un unico campionato nazionale. Era affidata al nuovo organismo fascista denominato Direttorio Divisioni Superiori, e composta da due gironi entrambi a carattere nazionale. A partire dalla stagione 1929-1930 fu suddivisa in una Divisione Nazionale Serie A (il nuovo massimo campionato) e in una Divisione Nazionale Serie B (il nuovo secondo livello), mentre nel 1935 fu istituita la Divisione Nazionale Serie C.
La denominazione Divisione Nazionale fu ripresa successivamente in diverse stagioni: 
- nella stagione 1943-1944, dopo la sospensione dei campionati regolari in seguito all'armistizio di Cassibile in piena seconda guerra mondiale, i Direttori di Zona della FIGC della Repubblica Sociale Italiana organizzarono dei campionati regionali misti detti di Divisione Nazionale, in quanto aperti alle squadre delle tre serie nazionali (seppur con l'ammissione in sovrannumero di squadre di Prima Divisione in qualità di non aventi diritto), con le migliori classificate di ogni regione che si qualificarono alla fase finale interregionale, campionato non equiparato allo scudetto e riconosciuto come onorifico dalla FIGC. [1]
- nella stagione 1944-1945 furono i Comitati Regionali della FIGC del Regno del Sud a organizzare dei campionati regionali misti di Divisione Nazionale, ma la fase finale interregionale per l'assegnazione del titolo di Campione dell'Italia Liberata, inizialmente prevista, non si svolse per difficoltà organizzative.
- nella stagione 1945-1946, a causa delle difficoltà negli spostamenti dovuti alle devastazioni belliche, si ritornò alla suddivisione tra un campionato del Nord (con squadre di Serie A), e del Centro-Sud (con squadre di Serie A e B) con girone finale nazionale per l'assegnazione dello scudetto. L'appellativo Divisione Nazionale, all'epoca indicante in via generale i campionati di Serie A, B e C, per questa stagione è utilizzato retrospettivamente per identificare l'organizzazione congiunta della Serie A Alta Italia[2][3] e della Serie A-B Centro-Sud,[4] in quanto unica a carattere nazionale, a differenza delle organizzazioni interregionali della Serie B-C Alta Italia e delle Serie C Alta Italia e Centro-Sud.

Durante il ventennio fascista, i campionati nazionali di diversi altri sport (come la pallacanestro, la pallanuoto e il rugby) assunsero la denominazione di Divisione Nazionale, eventualmente suddivisa in due o più serie come per il calcio. A partire dal secondo dopoguerra, la locuzione Divisione Nazionale per indicare collettivamente le serie disputate a livello nazionale andò gradualmente in disuso tanto da non comparire più nella denominazione ufficiale di Serie A, Serie B e Serie C.

## Origini
La creazione di un campionato di Divisione Nazionale a girone unico a 16 squadre a partire dalla stagione 1926-1927 era stata approvata nel corso dell'assemblea federale del 15-16 agosto 1925. La cosiddetta "Commissione dei tredici", incaricata di riformare il calcio italiano, nel settembre 1925 confermò che le 16 squadre ammesse sarebbero state individuate nelle migliori otto classificate di ognuno dei due gironi della Prima Divisione Lega Nord e che quindi nessuna squadra centro-meridionale sarebbe stata ammessa alla nuova massima divisione. A partire dalla stagione 1926-1927 il campionato della Lega Sud sarebbe stato declassato al secondo livello della piramide calcistica, con il campione centro-meridionale che avrebbe conseguito la promozione in massima divisione solo in caso di vittoria nella finale nazionale con il campione cadetto del Nord, dato che solo l'ultima classificata della Divisione Nazionale sarebbe retrocessa. L'Alba di Roma, campione della Lega Sud in carica, guidò la protesta delle squadre centro-meridionali che chiedevano per la sola stagione 1926-1927 di allargare la Divisione Nazionale da 16 a 17 squadre con l'ammissione in sovrannumero del campione della Lega Sud 1925-1926. Tuttavia la commissione dei tredici respinse la richiesta di allargamento a 17 squadre, stabilendo tuttavia che per le sole stagioni 1926-1927 e 1927-1928 anche la penultima del girone unico sarebbe stata retrocessa garantendo così la promozione diretta al campione della Lega Sud.
Il campionato italiano era disputato ad inizio secolo solo da squadre dell'Italia settentrionale, e solo nel 1912 fu istituito un torneo del Sud, la cui vincitrice avrebbe sfidato i campioni del Nord per l'assegnazione dello scudetto. Il tasso tecnico fra le squadre delle due parti della penisola era però totalmente sproporzionato, e le finalissime nazionali furono in tutti i casi vinte dal campione settentrionale, quasi sempre con un ampio scarto di reti. In seguito alla crescita del calcio toscano (il Livorno nel 1919-1920 e il Pisa nel 1920-1921 avevano perso la finalissima con una sola rete di scarto pur giocando in inferiorità numerica a causa di infortuni o espulsioni) a partire dalla stagione 1921-1922 le società toscane erano state spostate nel campionato settentrionale rendendo la finalissima di nuovo una formalità. Solo il Savoia di Torre Annunziata nella stagione 1923-1924 riuscì a non perdere un incontro di finalissima pareggiando 1-1 in casa con il Genoa (che tuttavia si era imposto per 3-1 nella partita di andata nel capoluogo ligure). I giornali tendevano a considerare come "campionato italiano" quello settentrionale definendo spesso "Campioni d'Italia" il vincitore della finale settentrionale ancora prima della disputa della finalissima contro il campione della Lega Sud. L'esclusione delle squadre centro-meridionali dalla Divisione Nazionale 1926-1927 stabilita nel settembre 1925 dalla "Commissione dei tredici" è un'ulteriore conferma di quanto poco fossero considerate negli ambienti settentrionali le compagini centro-meridionali.
Senonché la stagione 1925-1926 fu segnata da numerosi problemi organizzativi che ne prolungarono la durata: in particolare la motivazione con cui fu annullato per errore tecnico l'incontro tra Casale e Torino, considerata lesiva nei confronti dell'arbitro incriminato, sfociò in uno sciopero arbitrale che minacciava di non far terminare il campionato e che fu risolto in virtù dell'intervento del regime fascista nella persona del gerarca e Presidente del CONI Lando Ferretti. Di conseguenza i gironi a 12 squadre, iniziati a ottobre, poterono giungere a conclusione soltanto a luglio inoltrato e per tale motivo il Corriere della Sera, nel numero dell'8 giugno 1926, definì inattuabile il girone unico a 16 squadre dal momento che avrebbe prolungato oltremodo il campionato e consigliò il ritorno ai campionati regionali. Anche il quotidiano Roma fascista, nel richiedere l'intervento del Presidente del CONI Ferretti affinché riformasse i campionati, propose il ritorno ai campionati regionali, chiedendo però che le squadre romane, che si sentivano danneggiate dall'operato della Lega Sud, fossero inserite nel campionato del Nord e che le due leghe Nord e Sud fossero soppresse.
Il 27 giugno 1926 la Presidenza Federale, a causa dei succitati problemi, rassegnò le proprie dimissioni demandando ogni potere al Presidente del CONI e gerarca fascista Lando Ferretti, il quale nominò a sua volta tre importanti personalità, il presidente della Fortitudo Italo Foschi, il Presidente dell'Associazione Italiana Arbitri (nonché ex vicepresidente dell'Inter) Giovanni Mauro e il presidente del Bologna Paolo Graziani, a formare una Commissione di Riforma dell'ordinamento della Federazione. Con la Carta di Viareggio del 2 agosto 1926, documento voluto dal regime fascista al fine di sottomettere il mondo del calcio alla propria autorità totalitaria, il piano di riforma della "Commissione dei tredici" fu in buona parte rivisto. Il fascismo, in linea coi propri ideali nazionalistici e di unità nazionale, prese le parti delle compagini centromeridionali inserendo in un campionato esteso a tutta la Penisola le tre migliori società del Sud oltre alle sedici del Nord già qualificate di diritto e una diciassettesima squadra settentrionale da selezionare attraverso un torneo di qualificazione. Vennero dunque prescelti due sodalizi di Roma e uno di Napoli che potessero contendersi il titolo con le blasonate formazioni del Nord. Con l'allargamento della Divisione Nazionale 1926-1927 da 16 a 20 squadre, dovuto alla volontà di integrare le compagini centro-meridionali nel campionato nazionale, si decise di non farla disputare con il sistema del girone unico, a quell'epoca considerato non praticabile in Italia con un numero maggiore di 18 squadre a causa di problemi organizzativi: in particolare, mentre in Inghilterra (dove si disputavano regolarmente campionati a girone unico a 22 squadre) le partite rinviate venivano recuperate nei giorni infrasettimanali, in Italia i recuperi venivano effettuati nelle domeniche di pausa del campionato, comportando inevitabilmente un suo allungamento. Le squadre settentrionali protestarono per l'ammissione di ben tre squadre della Lega Sud, ritenendole non sufficientemente competitive, e fecero due proposte alla federazione: o far disputare la Divisione Nazionale a girone unico ammettendovi 18 squadre (di cui 17 del Nord e l'Alba campione della Lega Sud) oppure conservarla a 20 squadre suddivise in due gironi ma costringendo le squadre meridionali (a eccezione dell'Alba, l'unica ammessa direttamente) a disputare le qualificazioni contro squadre del Nord. La Federazione, tuttavia, respinse queste proposte confermando la triplice rappresentanza meridionale.
Dopo un anno tuttavia l'esperimento sembrò già in crisi poiché tutte e tre le rappresentanti del Sud erano risultate retrocesse, schiacciate dalla potenza delle rivali settentrionali. Federazione e Governo non si diedero però per vinti: ribadendo i propri propositi, ripescarono le malcapitate e allargarono il campionato. Era chiaro tuttavia come la nuova struttura del campionato fosse altamente instabile e necessitasse di una nuova riforma. Al termine della stagione 1926-1927 le squadre provinciali, in difficoltà economiche per gli elevati costi di iscrizione e di trasferta, protestarono per la formula del campionato, considerandola la causa della crescita del divario economico con le squadre metropolitane: infatti, mentre queste ultime riuscivano a sostenere le spese grazie agli introiti derivanti dalla disputa del girone finale per il titolo, le società provinciali, a causa degli scarni introiti derivanti dagli incontri di Coppa Italia o di Coppa CONI (disertate dal pubblico), rischiavano la bancarotta e, per risanare il bilancio, erano costrette a vendere i loro elementi migliori alle squadre metropolitane. Nel maggio 1927 il Casale fece pressioni per cambiare la formula del campionato, proponendo il girone unico (inizialmente a 20 squadre, da ridursi dopo una stagione di transizione a 18) che avrebbe avuto il merito di far disputare a tutte le squadre lo stesso numero di incontri di campionato, riducendo così il divario economico tra squadre provinciali e metropolitane. La proposta non fu però per il momento presa in considerazione anche per l'allargamento del campionato da 20 a 22 squadre dovuto alla riammissione di Roma e Napoli.

## Struttura
La formula originaria del campionato prevedeva due gironi da 10 squadre ciascuno, gestiti da un apposito organismo, il Direttorio Divisioni Superiori. Le tre migliori formazioni di ciascun raggruppamento sarebbero poi state riunite in un nuovo gruppo unico valido per l'assegnazione dello scudetto. Le escluse avrebbero partecipato invece a un torneo di consolazione, la Coppa CONI. Nel 1927 le magre figure riportate dalle società del Sud comportarono l'allargamento del torneo da 20 a 22 squadre, e anche la fase finale fu portata da sei a otto partecipanti nell'intento di coinvolgere un maggior numero di città nella lotta per il titolo.

### Retrocessioni
In teoria il regolamento avrebbe previsto che le ultime due classificate di ogni raggruppamento retrocedessero nella declassata Prima Divisione (nel 1927-28 furono portate a tre per girone per far ritornare la categoria a 20 squadre dopo il momentaneo allargamento a 22). In realtà i continui ripescaggi comportarono de facto il blocco delle retrocessioni sia per il 1927 sia, come vedremo, per il 1928.

## Vincitori
Questa è la lista delle squadre vincitrici della Divisione Nazionale:
- 1926-27:  Torino (revocato)
- 1927-28:  Torino
- 1928-29:  Bologna

## Squadre Partecipanti
Sono 36 le squadre che hanno preso parte ad almeno un'edizione ufficiale della Divisione Nazionale, dalla stagione 1926-27 alla stagione 1928-29. Non vengono considerati quindi i campionati misti regionali delle stagioni 1943-44 e 1944-45 (non riconosciuti come campionati Italiani), ne il campionato 1945-46, che era definito di Serie A per l'Alta Italia e Serie A-B per il centrosud.
- 3 volte:   Alessandria,  Bologna,  Brescia,  Casale, Cremonese,  Genoa,  Inter,  Juventus,   Livorno,  Milan,  Modena,  Napoli,  Padova,  Pro Vercelli,  Torino,  Verona
- 2 volte:   La Dominante,  Lazio,  Novara,  Pro Patria,  Reggiana,   Roma
- 1 volta:   Alba Audace,   Andrea Doria,  Atalanta,  Bari,  Biellese,  Fiumana,   Fiorentina,  Fortitudo Pro Roma,  Legnano,  Pistoiese,  Prato,  Sampierdarenese,  Triestina,  Venezia

## La nascita della Serie A
La Divisione Nazionale intesa come campionato unico ebbe breve vita. Il suo meccanismo, instabile, era già in origine concepito come una fase di passaggio. Nel 1928 venne così deciso di fare finalmente il grande passo e istituire un girone unico nazionale come avveniva da decenni in Inghilterra. Il 18 marzo 1928 il Direttorio Federale deliberò:
(Deliberazione della FIGC riportata da La Stampa del 19 marzo 1928, p. 2.)
Successivamente, il 28 giugno 1928, il Direttorio Federale, a parziale rettifica delle decisioni precedenti, deliberò:
(Deliberazione della FIGC riportata da La Stampa del 29 giugno 1928, p. 5.)
Il torneo fu quindi, come misura transitoria, autoritativamente allargato a 32 squadre per la stagione 1928-29. Al termine dell'annata, in base alla classifica, le società sarebbero state suddivise in due gruppi o, meglio, due serie: le peggiori avrebbero formato la Serie B, mentre le migliori sarebbero state le fondatrici del nuovo campionato italiano, la Serie A.
A dire la verità la Divisione Nazionale non sparì del tutto: il nome completo della nuova massima competizione sarebbe stato Divisione Nazionale Serie A, come quello del torneo cadetto Divisione Nazionale Serie B, appellativi che continueranno ad essere usati nei decenni successivi specialmente da alcuni dei più anziani giornalisti sportivi. La Divisione Nazionale non fu quindi abolita: fu semplicemente divisa in due serie, la Divisione Nazionale A e la Divisione Nazionale B, come sarebbe accaduto in seguito (nel 1978) con la Serie C, scissa in C1 e C2. Nel 1935 fu istituita un'ulteriore serie della Divisione Nazionale, la Divisione Nazionale C, o semplicemente Serie C, questa però non a girone unico, ma a gironi plurimi. Anche se l'abbreviazione Serie A (o B o C) era usata abbastanza frequentemente, sui giornali e sugli almanacchi dell'anteguerra, sopra i risultati e le classifiche, i campionati erano spesso definiti come Divisione Nazionale A, Divisione Nazionale B e Divisione Nazionale C, mentre negli articoli venivano talvolta usate abbreviazioni alternative come Divisione A (o B o C) o addirittura Nazionale A (o B o C). Solo nei primi anni del secondo dopoguerra, la denominazione completa delle tre serie andò in disuso e il termine Divisione Nazionale finì con l'essere tagliato dalla denominazione.
A causa delle devastazioni della Seconda guerra mondiale, dal 1943 al 1946 i regolari tornei a girone unico non si poterono svolgere e si tornò per le prime due annate addirittura ai campionati regionali. Nella stagione 1943-1944 i Direttori di Zona della FIGC della Repubblica Sociale Italiana organizzarono dei campionati regionali misti detti di Divisione Nazionale, aperti alle squadre delle tre serie nazionali con la partecipazione anche di alcune squadre di Prima Divisione, con le migliori classificate di ogni regione che si qualificarono alla fase finale interregionale che fu vinta dallo Spezia al quale tuttavia non fu assegnato il regolare scudetto ma solo la Coppa Federale del campionato di guerra. Nella stagione 1944-1945 la FIGC repubblichina non poté riproporre la competizione a causa della decisione delle autorità nazifasciste di proibire ogni attività sportiva di rilievo, ma l'idea fu ripresa dai Comitati Regionali della FIGC del Regno del Sud che organizzarono dei campionati regionali misti di Divisione Nazionale, anche se la fase finale interregionale per l'assegnazione del titolo di Campione dell'Italia Liberata, inizialmente prevista, non si svolse per difficoltà organizzative.
Nel 1945-1946, con la fine della guerra, le difficoltà negli spostamenti dovute ai collegamenti stradali e ferroviari interrotti comportarono il ritorno della separazione tra Nord e Sud, con i campionati settentrionali gestiti dalla Lega Nazionale Alta Italia e quelli centro-meridionali dalla Lega Nazionale Centro-Sud. Quest'ultima organizzò un campionato misto Serie A-B Centro-Sud mentre al massimo campionato settentrionale presero parte solo compagini di Serie A. Al girone finale a otto squadre furono ammesse quattro squadre del Nord e altrettante del Centro-Sud. Il campionato misto di massima serie 1945-1946 è noto come "Divisione Nazionale", denominazione che, come detto sopra, all'epoca indicava in via generale i campionati di Serie A, B e C, ma che è utilizzata per questa stagione in retrospettiva per identificare l'organizzazione congiunta della Serie A Alta Italia e della Serie A-B Centro-Sud, unica a prevedere una fase finale nazionale tra squadre del Nord e del Sud, a differenza delle organizzazioni interregionali della Serie B-C Alta Italia e delle Serie C Alta Italia e Centro-Sud.
Nel 1946 le due leghe si fusero fondando la Lega Nazionale e la Serie A ritornò a girone unico mentre la Serie B lo fece nel 1948. La locuzione Divisione Nazionale, con cui si indicava l'insieme delle serie nazionali (compresa la IV Serie istituita nel 1952), a partire dal secondo dopoguerra cadde gradualmente in disuso fino a non essere più usata nemmeno nei documenti ufficiali.